# Damloup
Damloup település Franciaországban, Meuse megyében. Lakosainak száma 126 fő (2022. január 1.). Damloup Abaucourt-Hautecourt, Dieppe-sous-Douaumont, Eix, Fleury-devant-Douaumont és Douaumont-Vaux községekkel határos.

## Népesség
A település népességének változása:
| Lakosok száma | 112  | 95   | 109  | 143  | 137  | 136  | 131  | 127  | 125  | 126  |
|               | 1968 | 1982 | 1990 | 2006 | 2013 | 2015 | 2017 | 2019 | 2020 | 2022 |